# دار مرحب (مناخة)

تعديل مصدري - تعديل

دار مرحب هي إحدى قرى عزلة حصبان بمديرية مناخة التابعة لمحافظة صنعاء، بلغ تعداد سكانها 95 نسمة حسب تعداد اليمن لعام 2004.